# Zlata Tcaci
Zlata Tcaci (născută Zlata Beirihman; în idiș ‏זלאַטע טקאַטש‏‎; n. 16 mai 1928, Lozova, județul Lăpușna, Regatul României – d. 1 ianuarie 2006, Chișinău, Republica Moldova) a fost o compozitoare din Republica Moldova. A fost căsătorită cu compozitorul moldovean Efim Tcaci (1926–2003).
A absolvit Conservatorul de Stat „Gavriil Musicescu” din Chișinău (diplomă în muzicologie, 1952, și compoziție, 1962). Compozitoarea a desfășurat aici o prodigioasă activitate didactică pe parcursul mai mult de 40 de ani. Maestru Emerit al Artei din Moldova (1974), laureat al Premiului de Stat al Moldovei (1982) și al altor premii și distincții. Zlata Tcaci este o autoarea a peste 800 de lucrări muzicale realizate în genuri muzicale diferite: de la cântece și miniaturi instrumentale pentru copii până la cicluri vocale, compoziții simfonice, vocal-simfonice și muzical-teatrale. 578 din ele au fost editate. Un loc prioritar în creația compozitoarei l-a ocupat muzica pentru copii. Zlata Tcaci este autoarea primei opere și a primului balet pentru copii din muzica moldovenească postbelică.

## Compoziții

### Muzică simfonică
- 2 suite din balet "Andrieș" (1982-1983)
- Dublu concert pentru flaute și orchestră simfonică (1989)
- Trei dispoziții pentru orchestră de cameră (1992)
- Meditație: simfonietă pentru orchestră de cameră (1993), prima auditie 8.04.1993, Orchestra Filarmonicii Naționale, dir. Dumitru Goia
- Panopticum (5 preludii): Simfonia pentru orchestră de coarde, xilofon și timpani (1999)
- Concert pentru pian și orchestră simfonică (2002)

### Balet
- Andrieș, balet în 4 tablouri cu prolog, libretul de R.Saț și O.Melnic după Emilian Bucov (1979), prima auditie 1980, Samarcand, Teatru de Operă și Balet (variantă "Fluierul magic"), Chișinău, Teatru de Operă și Balet

### Operă
- Floricică-floricea (Floarea cu șapte petale): basm muzical, libretulul de Victor Ciudin (după Valentin Kataev) (1981), premieră în 1984, Filarmonica din Chișinău
- Bucătarul și boierul: nuvelă muzicală, libretulul de I.Vekșegonova după un basm moldovenesc (1981) premieră în variantă radio: 1982, Chișinău
- Capra cu trei iezi (Lupul impostor): operă-basm, libretulul de Grigore Vieru după poveștea de Ion Creangă, versuinea a 3-ea (1983), prima auditie 1984, Chișinău, Teatru de Operă și Balet
- Tomciș-Chibalciș: operă pentru copii într-un act, libretulul de I.Vekșegonova după C.Cerneak (1985)
- Un pas în nemurire: operă în 2 acte (6 tablouri), libretulul de Emilian Bucov (1985)
- Unchiul meu din Paris: operă în 2 acte (4 tablouri), libretulul de Vladimir Ceaikovski după roman de Aureliu Busuioc (1987)
- Lenoasa: operă comică pentru copii, într-un act (5 tablouri cu prolog, 2 interludii și epilog), libretul de Anatol Ciocanu (după motivele basmului popular (moldovenesc), în rusă (1988-89)
- Micul prinț: basm muzical în două părți, libretul de I.Vekșegonova după Antoine de Saint-Exupery (1988)
- Lamento (Monologul mamei): monooperă-poem într-un act după poveștea lui Paulina Ancel (în rusă) (1997), premieră în 1998
- Ziua de naștere a elefantului: basm muzical în 16 numere, libretul de Angela Chicu (1997)

### Muzică vocal-simfonică
- Numele său sfînt: ciclu vocal, versuri de Ovsei Driz și orchestră de cameră (1993)
- Kadiș (Vajs gadol, vajs kados): poem-recviem pentru bariton și orchestră, versuri de Moișe Lemster (în ivrit) (1995)

### Muzică pentru cor
- Plai de cînt, plai de dor: cantată-rapsodie pentru cor feminin (sau cor de copii), soliști și orgă, versuri de Simion Ghimpu (în romană) (1981) vers. pentru cor de copii și orchestră de cameră (1982)
- Plaiul soarelui: ciclu din 4 tablouri (Plaiul soarelui; Buburuză; Măi stejarule; Plai de soare) pentru cor mixt a cappella, versuri de Vladimir Rusnac, An.Ciocanu, A.Ciocanu (în romană) (1984)
- 2 coruri pe versuri de Mihai Eminescu, pentru cor mixt a cappella (Adînca mare; La steaua) (1987)
- Idise oisiis, versuri de Ihil Șraibman (în idiș) (1992)
- A hăîjm (Domoj): Ojf a barg, vu vint blonz, pentru cor a cappella, versuri de M.Lemster (în idiș, romană, rusă) (1996)
- Main shtărn (Moea zvezda): Plu căm'funăm imn, pentru cor a cappella, versuri de M.Lemster (în idiș, rusă) (1997)
- Și numai Pămîntul-i neclintit în veci, după motive biblice (în romană) (19970
- Pădure și iar pădure, pentru cor feminin a cappella, versuri populare (1997)
- Drumul Nistrului, versuri de Vlad Codiță (în romană) (1997)
- Doina la fluer, Ciocîrlia, pentru cor mixt a cappella, versuri de Vasile Romanciuc (în romană) (1998)

### Muzică pentru cor de copii
- Povestea codrului: sașe coriru a cappella (Povestea codrului; Ghiocel; Pîine; Doina; Căluța; Drumul), pentru cor de copii, versuri de Mihai Eminescu, Vasile Alecsandri, Grigore Vieru (în romană) (1981)

### Muzică de cameră instrumentală
- 5 piese pentru cvartet de coarde (Bătuta; Dans feminin; Umorescă; Baladă; Dans barbătesc) (1981)
- Sonata pentru clarinet solo Nr.1 (Andante espressivo; Moderato. Allegro) (1981)
- Cvartet de coarde Nr.1 (În memoria lui Leonid Gurov) (1982)
- Suită pentru două piane (1983)
- Album pentru copii (circa 30 de piese) (1986)
- 5 motive pentru cvartet de coarde (1986)
- Muzică pentru instrumente cu coarde, violă și pian (1987)
- 7 piese pentru instrumente de suflat și pian, pentru copii (Din bucium; Moldovenească; Ceasul; La deal; Măringele; Învărtită; Cadînja) (1987)
- 2 dansuri moldovenești pentru vioară (1990)
- Concert (monopartit) pentru vioară și pian, pentru copii (1991)
- Din folclorul evreiesc: 4 piese pentru pian (Frejlehs; Gas-nign; Șer; Bejghele) (1991)
- 5 peșrevuri de Dmitrie Cantemir pentru cvartet de coarde (Andantino; Allegro; Allegretto; Sostenuto; Moderato) (1992)
- 2 piese pentru trompetă și pian (Șer; Gas-nign) (1994)
- Din folclorul evreiesc: 4 piese pentru vioară, violoncel și pian (Băj-gelă; Șar; Gas-nign; Lobn mir zix ibărbătn) (1995)
- Din folclorul evreiesc: 4 piese pentru cvartet de coarde (Băj-gelă; Șar; Gas-nign; Lobn mir zix ibărbătn) (1991)
- Sonata Nr.2 (monopartită) pentru clarinet solo (1995 )
- Perpetuum mobile pentru vioară solo (1995)
- Allegro: Trio pentru vioară, violoncel și pian (1996)
- Bocet pentru violoncel solo (1996)
- Sonata-Impromptu Nr.1 (d-moll) pentru pian (1996), prima auditie 1997, Filarmonica Națională
- 2 piese pentru vioară solo și vioară cu pian (Umorescă; Dans) (1998)
- Trio pe teme evreiești pentru vioară, violoncel și pian (2001)

### Muzică de cameră vocală
- Eu muzică aș scrie: baladă pentru voce și pian, versuri de Robert Rojdestvenski (1983)
- Din poeții Moldovei: Ciclu vocal în 7 părți (Albă dimineață; Culorile primăverii; Ninge; Cărăruie; Norii; Ese soarele; Ceas de noapte), pentru voce și pian,versuri de L.Sobețchi, Em.Bucov, A.Busuioc, V.Codiță, A.Ciocanu, G.Vieru (în romană) (1983)
- Ciclu din 5 romanțe pentru voce și pian (De atîtea ori; Zborul; Rugul; Iubește-mă, frumosul; Din nou), versuri de Ludmila Doroșkova (în rusă) (1988)
- Alfabetul cîntă: Abecedar muzical din 36 părți, versuri de Vlad Codiță, Vladimir Rusnac, Gheorghe Ciocoi (în romană) (1989)
- Slavatici: scene pentru voce și pian, versuri de Liuba Vassermann (în idiș) (1991)
- Numele său sfînt (Dajn guter nomăn): ciclu vocal (Vouă, oameni; Ploiță; Visul; La egal; Cîntec de leagăn; Numele său sfînt -Ramul lasă-un rod), versuri de Ovșia Driz (în rusă, idiș) (1989)
- Al Balter getto (Ghetoul din Balta), pentru voce și pian, versuri de M.Hardak (în idiș) (1990)
- Trei vocalize (1991)
- Di klyngendyke oyses (Litere răsunătoare): Abecedar muzical pentru voce și pian, versuri de Leib Kvitko și Ihil Șraibman (în idiș), (1992)
- Motivul evreiesc, versuri de Miroslava Metleaeva (în rusă) (1993)
- Iad-Va-Șem: poem-recviem, vers. pentru voce și ansamblu de soliști (1993)
- 2 romanțe pentru voce și pian (Atît de fragedă; Kamadeva), versuri de Mihai Eminescu (în romană) (1993)
- 3 balade pentru voce feminină și pian, versuri de I.Praier, L.Kipnis (Harachaman; Rakefet; Shalom Aleichem) (în ivrit) (1993)
- Ceai cu stele (Tăj mit ștărn): ciclu di trei poeme pentru voce și pian, versuri de Ovșia Driz (în rusă, idiș) (Frumusețe; Etele, Ceai cu stele) (1993)
- Kadiș (Vajs gadol, vajs kados): poem-recviem pentru voce (bariton) și pian, versuri de Moise Lemster (în idiș) (1995)
- Asenika: poem pentru voce și pian, versuri de Paulina Ancel (în rusă) (1995)
- Istoria toiagului (Vandershtoks geshihte): triptic pentru bariton și pian, versuri de Moise Lemster (în idiș) (În onăjb; În golăs; Vas ză vajtăr) (1996), prima auditie 6.10.1997, V.Vulpe (voce), ansamblul "Ars poetica", Festivalul Internațional "Zilele Muzicii Noi", ediția VII
- 5 romanțe (Mol'ba;Priznanie; Ia ne hociu zagadyvat' vpered;Pautina; Otpuscenie greha), pentru voce și pian, versuri de Miroslava Metleaeva (în rusă) (1996)
- Ruguri stinse (Oscolki zizni;Potuhșie costry; cto budet za) : ciclu vocal pentru soprano și pian, versuri de Emilia Slezingher (în rusă) (1996), prima auditie 1997
- Dos glekălă (Văn du bist di ărstă; Dos glekălă; H-văl nit avăkgejn), pentru soprano și pian, versuri de M.Lemster (în idiș) (1998)
- Kadiș (Vajs gadol, vajs kados): poem-recviem, versiune pentru voce (tenor) și orgă, versuri de Moise Lemster (în ivrit) (1998)
- Din poezie evreiască (Fun idișe poăzie): ciclul vocal, versuri de L.Berinschi, Moise Lemster (Fenix;Velikolepnaia șcatulka ; Stea nu moară) (în idiș) (1999), prima auditie 3.06.2000, S.Benghelsdorf (pf), I.Cvasniuc (bariton), Festival Internațional "Zilele Muzicii Noi", Sala cu orgă, Chișinău
- 2 cîntări evreiești (2000)
- 3 lieduri pentru duet vocal pe versurile poeților din Israel (2000)
- De profundis: poem pe versurile de Miroslava Metleaeva (2001)